# 一宮なほみ
一宮 なほみ（いちみや なほみ、1948年11月22日 - ）は、日本の裁判官、人事官、弁護士。
人事院総裁（第25・26代）、仙台高等裁判所長官などを歴任。

## 人物
東京都出身。中央大学法学部を卒業後、裁判官に任官された後、各地の地方裁判所などの判事を経て仙台高等裁判所長官を務めた。
ねじれ国会状態の参議院で上林千恵子法政大学教授の人事官起用の国会同意人事案が民主党、日本維新の会、日本共産党、生活の党など野党の反対で不同意となり、人事官ポストが1つ空席となっていたため、2013年6月に裁判官出身者としては異例となる人事院人事官に任命された。その後、成長戦略として「女性登用」を掲げていた第2次安倍内閣で、2014年4月12日付で女性として初の人事院総裁に就任し、4月14日に内閣総理大臣官邸にて安倍晋三総理から辞令を交付された。2017年6月22日、人事院総裁に再任された。2021年6月22日、任期満了により退任。2021年7月、弁護士登録（東京弁護士会所属）、2022年5月、瑞宝大綬章受章。2023年エフビー介護サービス取締役。

## 経歴
- 1971年03月 - 中央大学法学部卒
- 1971年10月 - 司法試験第二次試験合格
- 1972年04月 - 司法修習生（26期）
- 1974年04月 - 横浜地方裁判所判事補
- 1977年04月 - 福岡地方裁判所判事補、福岡簡易裁判所判事
- 1980年04月 - 浦和地方・家庭裁判所判事補、浦和簡易裁判所判事
- 1983年04月 - 浦和地方・家庭裁判所川越支部判事補、川越簡易裁判所判事
- 1984年04月 - 浦和地方・家庭裁判所川越支部判事
- 1986年04月 - 東京地方裁判所判事
- 1989年11月 - 司法研修所教官（民事裁判）
- 1994年04月 - 東京高等裁判所判事
- 1995年08月 - 東京地方裁判所判事（民事10部総括）
- 2000年04月 - 千葉地方裁判所判事（民事2部総括）
- 2002年11月 - 家庭裁判所調査官研修所長
- 2004年04月 - 裁判所職員総合研修所長
- 2005年12月 - 水戸地方裁判所所長
- 2007年05月 - 東京高等裁判所判事（民事1部総括）
- 2011年01月 - 仙台高等裁判所長官
- 2013年06月 - 依願退官
- 2013年06月 - 人事官[7]
- 2014年04月 - 人事院総裁[7]
- 2018年04月 - 人事院総裁再任[8]
- 2021年06月 - 22日、任期満了により人事院総裁退任 [9]
- 2021年07月 - 15日、東京弁護士会名簿登録 一宮なほみ法律事務所弁護士[10]
- 2022年05月 -  瑞宝大綬章受章
- 2023年02月 -  エフビー介護サービス取締役（監査等委員）[11]